# Klaus Sammer
Klaus Sammer (* 5. prosince 1942, Gröditz) je bývalý východoněmecký fotbalista, záložník, reprezentant Východního Německa (NDR). Po skončení aktivní kariéry působil jako trenér. Jeho synem je fotbalista Matthias Sammern vítěz ankety o nejlepšího evropského fotbalistu roku Zlatý míč 1996.

## Fotbalová kariéra
Začínal v týmu Einheit Dresden. Ve východoněmecké oberlize hrál za Dynamo Drážďany. Nastoupil ve 183 ligových utkáních a dal 27 gólů. V letech 1971 a 1973 získal s Dynamem mistrovský titul a v roce 1971 i Východoněmecký fotbalový pohár. V Poháru mistrů evropských zemí nastoupil ve 4 utkáních a v Poháru UEFA nastoupil v 15 utkáních a dal 2 góly. Za reprezentaci Východního Německa (NDR) nastoupil v letech 1970-1973 v 17 utkáních.

## Ligová bilance
| Ročník           | Zápasy | Góly | Klub               |
| ---------------- | ------ | ---- | ------------------ |
| II. liga 1962/63 | 14     | 5    | Einheit Dresden    |
| II. liga 1963/64 | 26     | 7    | Einheit Dresden    |
| II. liga 1964/65 | 23     | 5    | Einheit Dresden    |
| I. liga 1964/65  | 4      | 2    | Dynamo Drážďany    |
| I. liga 1965/66  | 19     | 4    | Dynamo Drážďany    |
| I. liga 1966/67  | 26     | 1    | Dynamo Drážďany    |
| I. liga 1967/68  | 25     | 3    | Dynamo Drážďany    |
| II. liga 1968/69 | 26     | 2    | Dynamo Drážďany    |
| I. liga 1969/70  | 24     | 4    | Dynamo Drážďany    |
| I. liga 1970/71  | 26     | 8    | Dynamo Drážďany    |
| I. liga 1971/72  | 19     | 3    | Dynamo Drážďany    |
| I. liga 1972/73  | 23     | 2    | Dynamo Drážďany    |
| I. liga 1973/74  | 12     | 0    | Dynamo Drážďany    |
| I. liga 1974/75  | 5      | 0    | Dynamo Drážďany    |
| II. liga 1974/75 | 11     | 2    | Dynamo Drážďany II |
| II. liga 1975/76 | 9      | 0    | Dynamo Drážďany II |
| CELKEM I. liga   | 183    | 27   |                    |

## Trenérská kariéra
V letech 1983-1986 a 1992-1993 byl trenérem Dynama Drážďany.